# 卡洛斯·山塔那
卡洛斯·阿尔韦托·山塔那·巴拉甘（西班牙語：Carlos Humberto Santana Barragán，1947年7月20日—），通稱卡洛斯·山塔那，是一個美國的拉丁搖滾吉他手，發跡於1960年代；生於墨西哥，14歲時舉家遷往美國加州舊金山，開始接觸搖滾，年僅15歲正式組團闖蕩樂壇，1970年代開始帶動拉丁搖滾與世界音樂的風潮。
山塔那在滾石雜誌評選史上百大吉他手中，滾石雜誌一百大吉他手2003年列為第15名，2011列為第20名，同時名列「史上百大傑出藝人」行列，是樂壇公認當代偉大的搖滾吉他英雄之一。他的演奏曲風變化多端，橫跨拉丁、搖滾、藍調、靈魂、爵士、流行等音樂類型，1999年專輯「超自然力量」得到九座葛萊美獎，讓他生涯達到巔峰。

## 外部連結
- YouTube上的卡洛斯·山塔那頻道